# Siebenhirten (Gemeinde Mistelbach)
Siebenhirten ist eine Ortschaft und eine Katastralgemeinde der Stadtgemeinde Mistelbach im Bezirk Mistelbach in Niederösterreich. Die Ortschaft hat 495 Einwohner (Stand 1. Jänner 2024). Bis Ende 1971 war Siebenhirten eine eigenständige Gemeinde.

## Geografie
Das vom Mistelbach durchflossene Dorf befindet sich nördlich der Stadt Mistelbach, von der es über die Staatzer Straße erreichbar ist.

## Geschichte
Der Ort wurde erstmals im Jahr 1178 urkundlich erwähnt. Mit der Streckenführung der Laaer Ostbahn über Siebenhirten wurde hier im Jahr 1870 zwei Bahnwärterhäuser errichtet und 1890 eine Haltestelle angelegt.
Laut Adressbuch von Österreich waren im Jahr 1938 in der Ortsgemeinde Siebenhirten ein Bäcker, ein Binder, ein Fleischer, zwei Gastwirte, zwei Gemischtwarenhändler, ein Schmied, ein Schneider, zwei Schuster und einige Landwirte ansässig.
Mit 1. Jänner 1972 wurden im Zuge der Niederösterreichischen Kommunalstrukturverbesserung die bis dahin selbständigen Gemeinden Eibesthal, Frättingsdorf, Hörersdorf, Hüttendorf, Kettlasbrunn, Paasdorf und Siebenhirten mit Mistelbach an der Zaya fusioniert und dabei die entstehende Gemeinde auf Mistelbach umbenannt.